# Claudia Kleinert

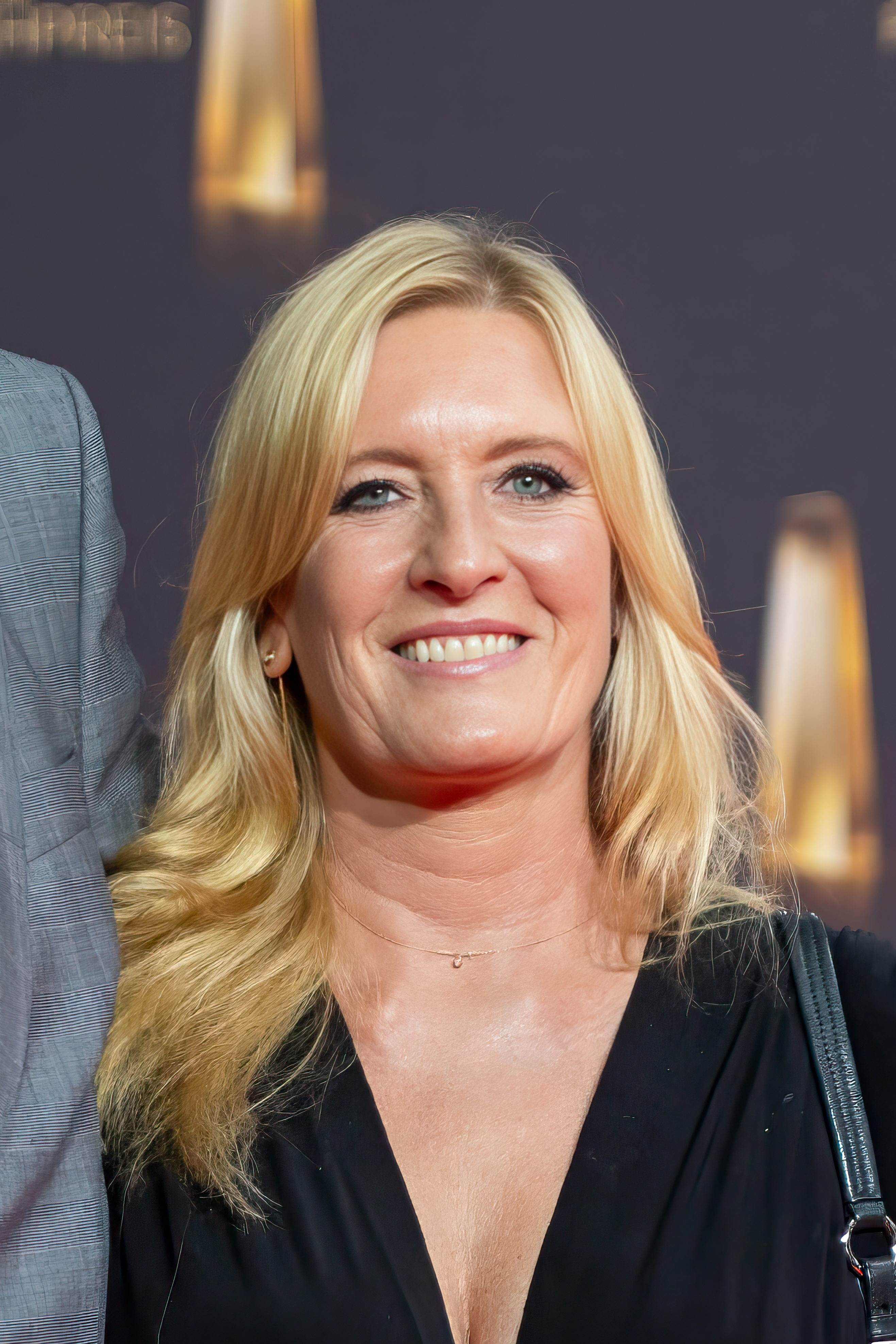
Claudia Kleinert (2024)

Claudia Kleinert (* 31. Dezember 1969 in Koblenz) ist eine deutsche Fernsehmoderatorin.

## Leben und Karriere
Kleinert ist die Tochter eines Berufssoldaten und einer Verkäuferin; sie hat einen Bruder. In Koblenz geboren, lebte sie mit ihrer Familie seit ihrer frühen Kindheit in Köln, wo sie das Irmgardis-Gymnasium besuchte – bis 1983 noch eine reine Mädchenschule. Schon während ihrer Schulzeit nahm sie Sprech- und Schauspielunterricht.
Nach ihrem Abitur 1988 begann Kleinert eine Ausbildung zur Bankkauffrau und arbeitete im Anschluss einige Zeit bei der Deutschen Bank in Köln. 1993 begann sie ein Studium der Betriebswirtschaftslehre an der Universität Köln, gleichzeitig arbeitete sie für den Westdeutschen Rundfunk und machte unter anderem Programmansagen. Daneben schloss sie 1998 ihr Studium als Diplom-Kauffrau ab.
Bereits 1996 wechselte Kleinert zum Wetterkanal in Düsseldorf, präsentierte darauf für den Kölner Sender n-tv die Wettershow und das Reisemagazin und ab 1999 auch Das Wetter im Ersten auf Das Erste und einigen dritten Programmen. Daneben moderiert sie zahlreiche Veranstaltungen bei Messen und Präsentationen. Ende der 1990er Jahre wurde sie von Jörg Kachelmann zu dessen Firma Meteomedia geholt, wo sie bis zum Mitglied der Geschäftsleitung aufstieg. Die Geschäftsleitungstätigkeit ließ sie ab 2002 zugunsten der Wetteransagen vor der Tagesschau und nach den Tagesthemen ruhen. Dort präsentiert sie seit dem Frühjahr 2002 im Wechsel mit Sven Plöger, Donald Bäcker und Karsten Schwanke das Wetter.
Von März bis Dezember 2007 präsentierte Kleinert im WDR Fernsehen die Kochsendung Kleinert kulinarisch.
Am 24. Juli 2010 strahlte die ARD im Rahmen der Sendereihe Höchstpersönlich einen Film (von Holger Weinert, Hessischer Rundfunk) über Claudia Kleinert aus.

## Persönliches
Bis 2012 hatte Kleinert einen Wohnsitz in Gais bei St. Gallen in der Schweiz, seither lebt sie in Köln und München.
Kleinert engagiert sich seit Jahren für die Kindernothilfe Nordrhein-Westfalen. Seit 2008 ist sie außerdem Botschafterin des Lebenshilfe Nordrhein-Westfalen e. V. sowie seit 2021 Botschafterin für die Kinderrechtsorganisation Save the Children. Sie ist Patin eines äthiopischen Kindes. Wie Kleinert in einem Fernsehinterview im NDR erwähnte, hat sie ein Faible für Oldtimer-Automobile, sie besitzt einen 1971er Mercedes-Benz 350 SL. Sie ist mit dem Fotografen und Filmproduzenten Michael Souvignier liiert.
Am 7. März 2023 wurde sie mit dem Verdienstorden des Landes Nordrhein-Westfalen ausgezeichnet.
Seit Juni 2024 ist sie Patin an der Else-Hirsch-Schule in Bochum-Gerthe für das Projekt „Schule ohne Rassismus - Schule mit Courage“. 

## Werke
- Unschlagbar positiv. Die Charisma-Formel. Ariston, München 2016, ISBN 978-3-424-20158-1.
- Auf der Arche ist der Jaguar Vegetarier. (Mit Anne Buhrfeind und Kitty Kahane), Hansisches Druck- und Verlagshaus, Frankfurt 2010, ISBN 978-3-86921-047-6.